# Charlie Whitehurst
Charles David Whitehurst (Green Bay, 6 agosto 1982) è un giocatore di football americano statunitense che gioca nel ruolo di quarterback nella National Football League (NFL).
Fu scelto dai San Diego Chargers al terzo giro del Draft NFL 2006. Al college ha giocato a football a Clemson. È il figlio dell'ex quarterback dei Green Bay Packers David Whitehurst.

## Carriera professionistica

### San Diego Chargers
Whitehurst fu selezionato dai San Diego Chargers al terzo giro del draft 2006. In tutto coi Chargers giocò due gare di stagione regolare, essendo il terzo quarterback in graduatoria dopo Billy Volek e il titolare Philip Rivers.

### Seattle Seahawks
Whitehurst firmò coi Seattle Seahawks il 17 marzo 2010, in cambio per San Diego di una scelta del terzo giro del Draft NFL 2011. Inoltre le due squadre si scambiarono le scelte del secondo giro nel 2010. Egli firmò un biennale del valore di 8 milioni di dollari, per un quarterback che essenzialmente non aveva alcuna esperienza da titolare. La dirigenza di Seattle in seguito disse che con Whitehurst aveva preso un potenziale titolare.
Il 7 novembre 2010, Whitehurstgiocò titolare nella settimana 9 contro i New York Giants a causa di un infortunio al titolare Matt Hasselbeck.
Whitehurst partì come titolare anche il 2 gennaio 2011, nella partita della domenica sera contro i rivali St. Louis Rams per determinare il vincitore della NFC West. Nella gara, Whitehurst fece un passaggio da 61 yard per Ruvell Martin. Whitehurst era a 5 su 5 per 85 yardnel drive di apertura e finì il primo tempo con 16 su 21, 138 yard passate ed un touchdown. Hasselbeck tornò titolare nella successiva partita di playoff.
Prima della stagione 2011, Whitehurst fu nominato riserva di Tarvaris Jackson, ex quarterback dei Vikings che Seattle acquisì quell'anno. Ad ogni modo, si prevedeva che Jackson e Whitehurst si sarebbero giocati il posto di titolare, dal momento della maggior familiarità di Whitehurst con gli schemi offensivi della squadra. Nella seconda gara di pre-stagione, Whitehurst passò con 14 su 19 con un touchdown contro i Vikings. Whitehurst in seguito sostituì l'infortunato Jackson durante la gara della settimana 5 contro i New York Giants. In quella gara Whitehurst contribuì alla vittoria 36-25 di Seattle sui futuri vincitori del Super Bowl. L'allenatore Pete Carroll nominò Whitehurst quarterback titolare fino alla ripresa di Jackson dall'infortunio al pettorale, malgrado non fosse stato annunciato alcun bollettino medico. Nella settimana 7 contro i Cleveland Browns, Whitehurst fu nominato titolare dopo che Jackson non si era ristabilito dal suo infortunio patito contro i Giants. Whitehurst però non giocò bene, passando con 12 su 30 per 92 yard senza touchodown e con due palloni persi.

### Ritorno ai Chargers
Il 16 marzo 2012, Whitehurst tornò ai San Diego Chargers firmando un contratto biennale del valore di 3,05 milioni di dollari. Il primo giorno del training camp di San Diego, tuttavia, Whitehurst si infortunò al ginocchio sinistro.

### Tennessee Titans
Il 13 marzo 2014, Whitehurst firmò coi Tennessee Titans. A causa dell'infortunio al polso di Jake Locker, nella settimana 4 contro i Colts partì per la prima volta come titolare dal 2011, passando 177 yard, un touchdown e un intercetto nella netta sconfitta. La settimana successiva Locker tornò a partire come titolare che però si infortunò ancora sul finire del primo tempo. Entrato al suo posto, Charlie passò due touchdown nei suoi primi tre tentativi. I Titans sprecarono però un vantaggio di 25 punti e furono sconfitti di Browns. Whitehurst partì nuovamente come titolare nella settimana 6 passando 233 yard nella vittoria sui Jacksonville Jaguars. Dopo una sconfitta coi Redskins, Tennessee nominò come titolare il rookie Zach Mettenberger fino a che questi non si infortunò nella settimana 14. Sette giorni dopo a partire come titolare fu Locker che però durò pochi minuti in campo infortunandosi a sua volta. Whitehurst entrò così al suo posto passando 203 yard ma non riuscendo a guidare i suoi alla vittoria contro i Jets. Partì come titolare nel turno successivo contro i Jaguars ma i Titans subirono la nona sconfitta consecutiva. La sua annata si chiuse con 1.326 yard passate, sette touchdown e due intercetti in sette presenze, cinque delle quali come titolare.

## Statistiche
| Partite totali      | 20    |
| Partite da titolare | 9     |
| Yard passate        | 2.131 |
| Touchdown           | 10    |
| Intercetti          | 6     |
| Passer rating       | 77,0  |

Statistiche aggiornate alla stagione 2014